# Province della Corea del Nord

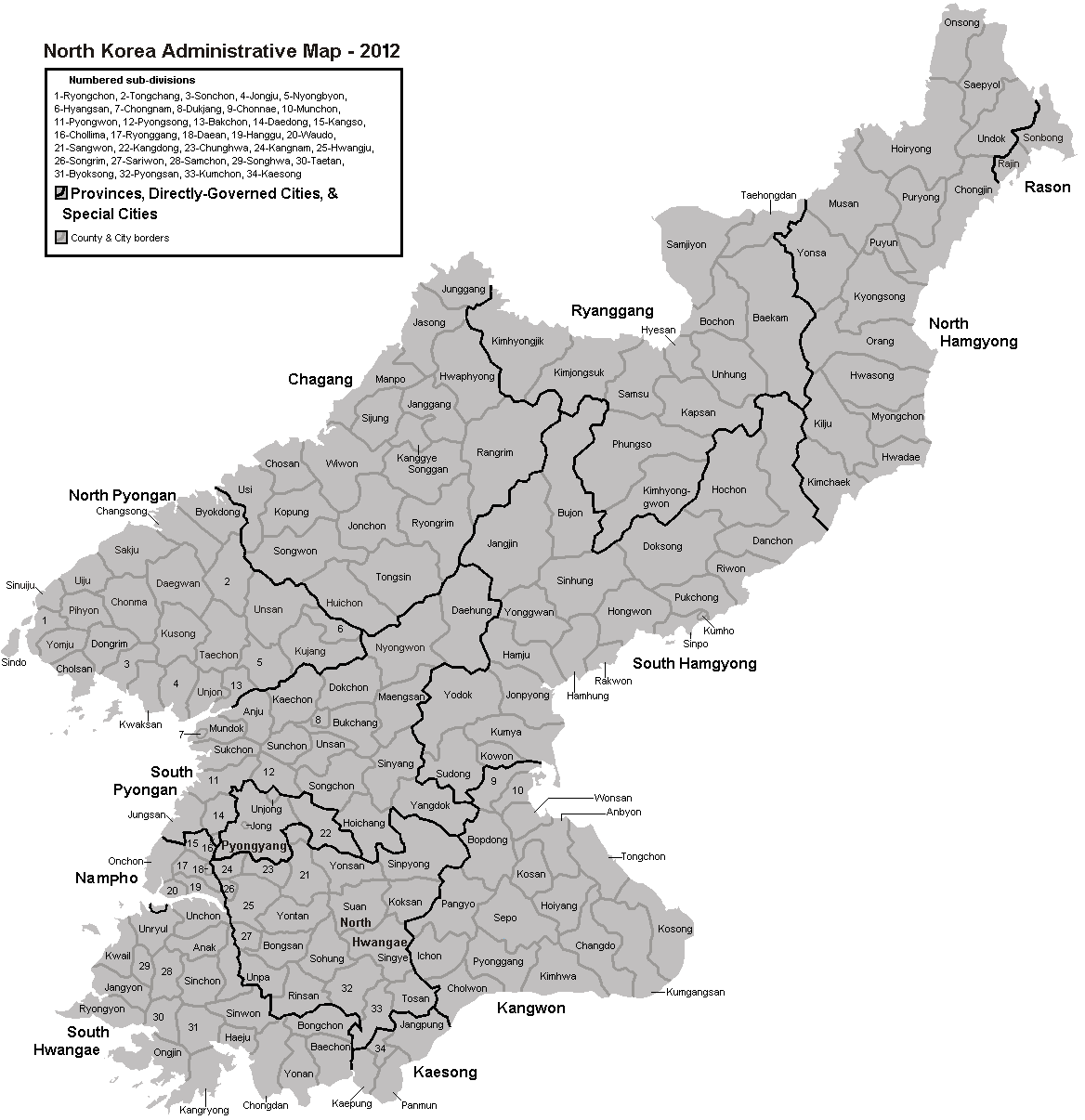
Mappa della Corea del Nord con le suddivisioni di primo e secondo livello

Le province della Corea del Nord costituiscono la prima suddivisione territoriale del paese. Esse si affiancano alle città speciali e alle regioni speciali come primo livello di suddivisione del paese. Esistono nove province. Tali province discendono dalle province della Corea risalenti al 1895, durante il regno di Gojon. Inoltre ciascuna di queste province appartiene a una delle storiche regioni della Corea, senza valore amministrativo. Tale sistema è in rimasto in vigore anche in Corea del Sud, tanto che alcune regioni sono divise tra i due stati.

## Lista delle province
| Nome                                    | Chosŏngŭl | Hanja    | ISO   | Popolazione | Area (km²) | Densità (/km²) | Capitale  | Regione  |
| --------------------------------------- | --------- | -------- | ----- | ----------- | ---------- | -------------- | --------- | -------- |
| Provincia del Chagang                   | 자강도    | 慈江道   | KP-04 | 1.299.830   | 16.765     | 77,5           | Kanggye   | Kwanso   |
| Provincia dello Hamgyŏng Settentrionale | 함경북도  | 咸鏡北道 | KP-09 | 2.327.362   | 15.980     | 145,6          | Chongjin  | Kwanbuk  |
| Provincia dello Hamgyŏng Meridionale    | 함경남도  | 咸鏡南道 | KP-08 | 3,066,013   | 18,534     | 165.4          | Hamhŭng   | Kwannam  |
| Provincia dello Hwanghae Settentrionale | 황해북도  | 黃海北道 | KP-06 | 2,113,672   | 8,153.7    | 259.2          | Sariwon   | Haeso    |
| Provincia dello Hwanghae Meridionale    | 황해남도  | 黃海南道 | KP-05 | 2,310,485   | 8,450.3    | 273.4          | Haeju     | Haeso    |
| Provincia del Kangwon                   | 강원도    | 江原道   | KP-07 | 1,477,582   | 11,091     | 133.2          | Wŏnsan    | Kwandong |
| Provincia del P'yŏngan Settentrionale   | 평안북도  | 平安北道 | KP-03 | 2,728,662   | 12,680.3   | 215.2          | Sinŭiju   | Kwanso   |
| Provincia del P'yŏngan Meridionale      | 평안남도  | 平安南道 | KP-02 | 4,051,696   | 11,890.6   | 340.7          | Pyongsong | Kwanso   |
| Provincia del Ryanggang                 | 량강도    | 兩江道   | KP-10 | 719,269     | 13,880     | 51.8           | Hyesan    | Kwannam  |